# Étienne Nicolas Méhul

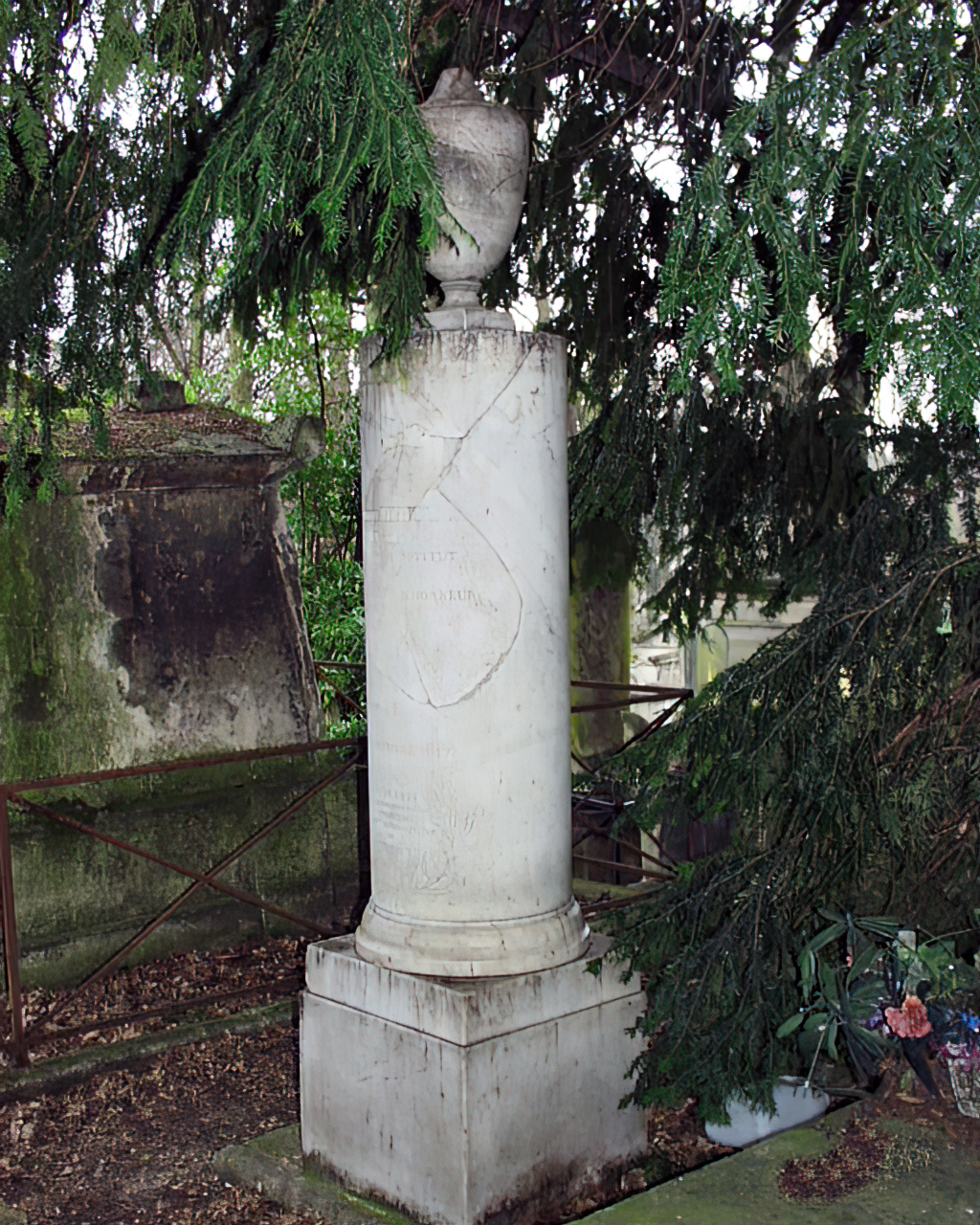
La seva tomba a París

Étienne Nicolas Méhul, (Givet, Ardenes, 22 de juny de 1763 — París, 18 d'octubre de 1817) va ser un compositor francès, «el més important compositor d'òpera a França durant la Revolució». Va ser també el primer compositor dit «romàntic» a França, amb per exemple, el seu contemporani Hyacinthe Jadin.

## Biografia
Étienne Nicolas va nàixer a Givet, poble situat a la vora del Mosa, al departament de les Ardenes. Son pare, Jean-François, va ser inicialment majordom del comte de Montmorency i després un modest comerciant de vi, a la mort del comte. Els pares van detectar aviat el precoç talent musical de l'infant, però degut a la seua pobresa les primeres lliçons musicals les va haver de rebre d'un humil organista cec de Givet, del qual no se sap res. Les seues aptituds eren tals que, amb només deu anys, va ser nomenat organista del convent dels Franciscans de Givet.
L'any 1775, un músic i organista alemany, el monjo Wilhelm Hanser, va traslladar-se al monestir de Laval-Dieu, prop de Givet, per fundar-hi una escola de música. Méhul esdevingué el seu alumne ocasional, principalment de contrapunt, i el seu suplent l'any 1778. A l'orgue de l'església del poble, que és l'antiga capella de l'abadia, pot llegir-se:
| « | Méhul va tocar en aquest orgue com a deixeble del pare Hanser, frare i organista de la Val-Dieu. | » |

Durant aquesta estada, el músic va desenvolupar la seua passió per les flors, i sobretot pels tulipans i els ranunculus:
| «       | Un parc de ranunculus ben escollits i ben distribuïts és per als ulls el mateix que per a l'oïda la música de Mozart i de Gluck. | » |
| — Méhul | |   |

### La seua formació a París
Amb quinze anys, el 1779, Méhul va traslladar-se a París gràcies a la generositat d'un mecenes que l'havia escoltat a l'església; amb una carta de recomanació adreçada a Gluck: «Vaig arribar a París l'any 1779, sense res més que els meus setze anys complits, la vespra, i l'esperança. Tenia una carta de recomanació per a Gluck, aquell era el meu únic desig una volta en la capital, i aquesta idea em feia esclatar de joia».
Va prendre lliçons amb Jean-F Edelmann, un clavecinista molt estimat a París, on residia des de 1775, i amic de l'ídol de Méhul, Gluck. Edelmann, d'origen Estrasburguès, també va tenir com a alumne a Jean-Louis Adam; va tornar a la seua ciutat arran de la Revolució i va ser guillotinat durant el Terror de juliol de 1794.
Méhul va tenir ocasió d'assistir a l'estrena d'Iphigénie en Tauride, i en resultà molt corprès.
Els seus primers treballs com a compositor van consistir a adaptar àries d'òperes populars, entre elles de Thésée, de Gossec. La seua primera obra editada va ser un llibre de tres sonates per a piano, l'any 1783; tenia tot just vint anys. L'any 1788 va publicar un nou recull de sonates, el seu opus 2. A través d'aquestes obres
| «                          | Méhul es va imposar com un dels millors representants de la primera vertadera escola francesa de piano | » |
| — Adélaïde de Place, p. 17 | |   |

L'any 1786, Méhul va ingressar a la lògia maçònica l'Olympique de la Parfaite Estime (constituïda l'any 1782), a la seua branca musical. Es tracta d'una característica compartida amb un bon grapat de músics del seu segle: Gossec, Cherubini, Devienne, Philidor, Pleyel, Viotti, etc. Va ser en aquesta lògia on es van estrenar les simfonies parisenques de Haydn (1787). Posteriorment va compondre una escena lírica per a la Lògia de la Gran Esfinx (Loge du Grand-Sphinx), de la qual era membre, amb ocasió de la cerimònia fúnebre celebrada el 20 d'octubre de 1808 per la mort de Henri-Nicolas Belleteste, membre de l'Institut d'Egipte.

### El compositor dramàtic
Ajudat i encoratjat per Gluck, qui va contribuir a fer conscient la vocació del jove, Méhul va emprendre la carrera de compositor dramàtic. L'any 1785, l'escriptor Valadier li va oferir el llibret de Cora. Tot i que va ser presentada a l'Académie Royale de Musique, l'òpera no seria representada fins a sis anys després.
En aquesta mateixa època, Méhul va trobar en la persona del llibretista François-Benoît Hoffman el seu col·laborador favorit. Va ser Hoffman l'autor del llibret de la seua primera òpera representada: Euphrosine, ou Le tyran corrigé. L'estrena a la Sala Favart el 4 de setembre de 1790 va ser un èxit immens i a l'autor se li va reconèixer un gran talent.
| «                                                                                              | Fa molt de temps que no s'escoltava en aquest teatre una música de tan bell caràcter; de vegades és sublim; hi ha entre d'altres peces un duo, al segon acte, que és admirable en conjunt i en tots els seus detalls. | » |
| — Almanac general de tots els espectacles de París i de les províncies per a l'any 1791, p. 41 | |   |

El duo en qüestió és el de l'escena 5, entre Coradin i la comtessa: Gardez-vous de la jalousie; redoutez son affreux transport. La peça, amb participació del cor, va ser molt popular des de l'estrena de l'obra. Grétry també en parlà:
| «        | Méhul ha triplicat la potència de l'orquestra a través de l'harmonia, sobretot adient a la situació. El duo d'Euphrosine i Coradin és del més bell efecte que hi ha. Aquest duo us corprèn tot al llarg de la seua durada; l'explosió, situada al final, sembla obrir el crani dels espectadors amb la volta del teatre! | » |
| — Grétry | |   |

El mateix Berlioz considerava que aquesta òpera era
| «                                            | ...l'obra mestra de l'autor. Conté alhora la gracia, la finor, la lluentor, molt de moviment dramàtic i esclats de passió d'una violència i d'una veritat que fa por. | » |
| — Hector Berlioz, Les Soirées de l'orchestre | |   |

La seua carrera estava llançada, i això no era més que el principi d'una llarga relació amb el teatre de Comédie Italienne (anomenada Opéra-Comique a partir de l'any 1793).
Malgrat el fracàs de Cora, representada només el 4 de febrer de 1791, i de la prohibició d'Adrien per la Comuna de París per raons polítiques al març de 1792, Méhul va consolidar la seua reputació amb obres com ara Stratonice (Favart, 3 de maig de 1792) o Mélidore et Phrosine (Favart, 6 de maig de 1794).

### De la Revolució a l'Imperi

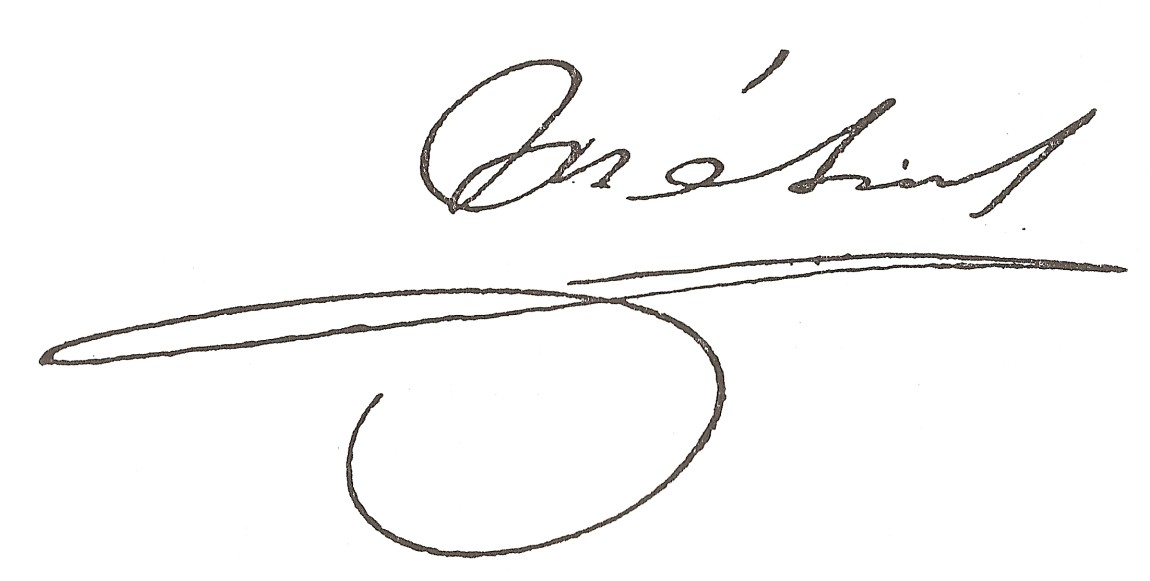
Signatura de Méhul

Durant la Revolució, Méhul va compondre nombrosos cants patriòtics i peces de propaganda. El més cèlebre de tots és el Chant du départ (1794) sobre un poema de Chénier, que és com una segona Marsellesa. El compromís de Méhul fou recompensat amb el seu nomenament com a membre de l'Institut de France l'any 1795, amb Gossec i Grétry. El mateix any va obtenir un dels cinc llocs d'inspector del Conservatori de París, arran de la seua fundació el 3 d'agost, sota la iniciativa de Bernard Sarrette, capità de la Guàrdia nacional. N'esdevingué un dels membres més actius.
En la nova institució, on va exercir fins a l'any 1816, va tenir com a alumnes més destacats a Marie Dessire Beauliu, i Ferdinand Hérold.
Méhul tenia una bona relació amb Napoleó: va ser un dels primers francesos a rebre la Legió d'honor (1804), al mateix temps que Gossec i Grétry.
L'any 1807 va obtenir el segon prix de Rome (el primer va ser declarat desert) amb una cantata: Ariane à Naxos. El premi va ser compartit amb Fétis.
L'èxit de les òperes de Méhul va anar apagant-se a principis del segle xix, però algunes obres, com ara Joseph (1807) van continuar gaudint de fama. El primer cònsol Napoleó, a qui agrava molt la música vocal, va recompensar l'obra. Dues àries principalment: Champs paternels, Hébron, douce vallée i À peine au sortir de l'enfance van ser molt populars. L'òpera va fer carrera a l'estranger, particularment a Alemanya.
Per altra banda, el fracàs de la seua òpera Les Amazones l'any 1811 (presentada a l'Òpera el 17 de desembre) va constituir un terrible colp, i va cloure la seua carrera com a compositor dramàtic. Llavors va gaudir d'un retir ben merescut, a la seua casa de Pantin, per a conrear «clavells, prímules i sobretot ranunculus, jacints i tulipans, les seues flors favorites» (Cherubini).
| «       | Em cal felicitat, la meua està gastada. Tinc el deure i vull replegar-me en les meues afeccions tranquil·les. Vull viure envoltat de les meues flors, en el silenci del retir, lluny del món. | » |
| — Méhul | |   |

### La Restauració
Malgrat els seus lligams amb Napoleó, la reputació de Méhul no va patir amb la Restauració. Va ser nomenat director del Conservatori l'any 1816. Després d'un temps de retir a Hyères, entre gener i maig, per trobar un poc de repòs i per provar de millorar-se de la seua tisi, va morir a París el matí del 18 d'octubre de 1817, a sa casa del carrer Montholon, als 54 anys.
La mateixa vesprada, el seu alumne predilecte, Ferdinand Hérold, qui el qualificava de «tan bo i amable», va estrenar a l'Opéra-Comique La clochette.
Reconstruïda en la dècada del 1930, la seua tomba a la parcel·la dels músics del cementiri del Père-Lachaise es troba al costat de les d'altres compositors francesos, com ara les dels seus contemporanis Grétry i François-Joseph Gossec.
A Givet, l'any 1892, es va erigir un monument a Méhul Arxivat 2013-10-14 a Wayback Machine., obra d'Aristide Croisy.
Auguste Louis Blondelot descrivia Méhul com:
| «                   | dotat d'un esperit elevat i cultivat, d'una sensibilitat profunda i un poc malencònica. La seua paraula era clara, sonora, discreta; la seua conversa era tranquil·la, espiritual; les seues ensenyances eren lúcides, concises, positives... la mateixa llum. La rectitud, la puresa, eren els seus principis dominants, el que pot ésser reconegut tant a les seues belles partitures com als seus escrits, dels quals malauradament cap no ha vist la llum de la impremta. Era accessible, bo i agraït; encoratjava els talents emergents, sense escatimar els consells ni el suport. | » |
| — Blondelot p. 217. | |   |

## El compositor

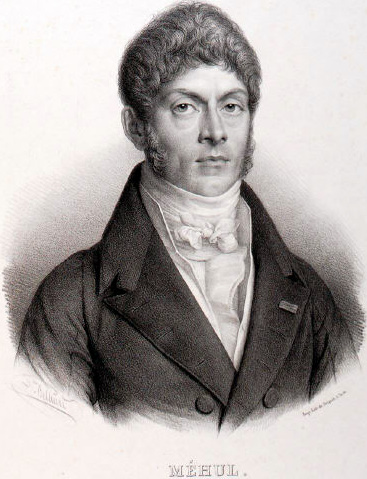
Etienne-Nicolas Méhul, per Z. Belliard

### Obra dramàtica
La trentena d'òperes de Méhul constitueix la major part de la seua obra musical. Va ser, de la generació de compositors dels anys 1790, el primer a ultrapassar tant el seu amic i rival Luigi Cherubini com el seu enemic Jean-François Lesueur. Méhul va seguir l'exemple de les òperes que Gluck havia escrit per a París durant els anys 1770 i va donar suport a les reformes que Gluck introduí a l'opéra-comique (aquest gènere barreja de música i diàleg no era necessàriament humorístic; per exemple Joseph conjuga la serietat i el rigor del tema). No obstant això, Méhul va fer avançar la música en una direcció més romàntica, mostrant un creixent ús de les dissonàncies i un interès pels sentiments extrems com ara la còlera i la gelosia, de manera que va ser precursor de la tasca de compositors romàntics posteriors com per exemple Weber i Berlioz.
Méhul va ser realment el primer compositor romàntic; el marquès de Condorcet va emprar aquest qualificatiu a La chronique de Paris l'1 d'abril de 1793 després d'haver assistit a la representació de Le Jeune Sage et le Vieux Fou. La seua principal preocupació musical era que tots els elements s'uniren per acréixer l'impacte dramàtic. El seu admirador Berlioz va escriure:
| «         | [Méhul] estava completament convençut que a la vertadera música dramàtica, quan la importància de la situació mereix el sacrifici, el compositor no devia dubtar entre un efecte musical bonic però allunyat de la necessitat escènica o dramàtica i una sèrie d'accents vertaders, encara que no proporcionaren un plaer superficial. Estava convençut que l'expressió musical és una flor encisadora, delicada i rara, d'una olor exquisida, que no floreix pas si no es cultiva, i que pot marcir-se de colp; que no resideix en una sola melodia, sinó que tot concorre ensems per crear-la o destruir-la — la melodia, l'haronia, la modulació, el ritme, la instrumentació, l'elecció de la profunditat o l'alçada del registre per a les veus o els instruments, un tempo ràpid o lent i els diversos graus de volum del so emès | » |
| — Berlioz | |   |

La manera amb què Méhul va aconseguir incrementar l'expressivitat va ser experimentant amb l'orquestra. Per exemple, en Uthal, òpera en la qual l'acció se situa a les terres altes d'Escòcia, va eliminar els violins de l'orquestra i els va substituir per violes, amb l'objectiu de reforçar-ne el color «local», mentre que les veus se sostenien per les trompes i les arpes...
Les obres de Méhul durant la dècada del 1790 van ser Euphrosine, Stratonice, Mélidore et Phrosine i Ariodant. Ariodant, malgrat el fracàs de l'estrena l'any 1799, va aconseguir finalment l'aplaudiment de la crítica. Elizabeth Bartlet la qualifica com el «millor treball de Méhul en tota las dècada i una obra clau de l'òpera revolucionària». Arran d'una interpretació a Berlín l'any 1816, el crític E.T.A. Hoffmann, qui qualificava el compositor de «savi i amb nombrosos talents», acaba l'article amb aquests termes:
| «                 | Seriosa, digna, d'una gran riquesa harmònica i construïda amb cura, Ariodant no hauria d'eixir mai del repertori | » |
| — E.T.A. Hoffmann | |   |

L'obra tracta de la mateixa història de passió i gelosia que l'òpera homònima de Haendel de l'any 1735 (Ariodante). Com a les seues altres nombroses òperes, Méhul hi utilitza el « motiu de reminiscència », un tema musical associat a una idea particular. Tornem a trobar aquesta tècnica (leitmotiv) a la música dramàtica de Richard Wagner. En Ariodant, el motiu de reminiscència és el crit de fúria, que expressa un sentiment de gelosia. Posteriorment Méhul empraria aquesta mateixa tècnica en la seua quarta simfonia (1810).
Vers 1800, la popularitat de les seues òperes va començar a decaure, reemplaçades per la moda de la més lleugera òpera còmica, conreada per compositors com ara Boieldieu. A més, Napoleó va comunicar al seu amic Méhul que s'estimava més una òpera menys seriosa, més lleugera. Com a cors, l'herència cultural de Napoleó tenia lligams amb Itàlia; li agradava l'òpera buffa de compositors com ara Paisiello i Cimarosa. En una conversa va arribar a dir que els compositors francesos mai no serien capaços de compondre una òpera buffa com els seus col·legues italians. Méhul hi va respondre amb Irato (1801), una comèdia en un acte per a la qual va ocultar la identitat de l'autor sota el suposat nom d'un compositor italià dit "il signor Fiorelli". Davant de l'èxit, immediatament Méhul va revelar-ne l'engany a la fi de la representació i dedicà l'obra al seu inspirador, agraint-li haver-li «inspirat el desig de compondre algunes obres en un estil menys seriós».
No obstant això, Méhul va continuar component òperes d'estil seriós. Joseph (Opéra-comique, 17 de febrer de 1807), basada en la història bíblica de Josep i els seus germans, és la més cèlebre de les seues darreres òperes i la seua obra mestra (model també d'òpera bíblica), però el seu èxit no va durar massa a França. Arran d'una reposició l'any 1810 va ser qualificada com «una de les més febles composicions de Méhul». Gossec va haver d'escriure una carta per defensar el seu col·lega.
Però a Alemanya, a Itàlia i a Bèlgica, va gaudir de nombrosos admiradors tot al llarg del segle xix, com ara el mateix Wagner, qui la va muntar a Riga l'any 1838 dient-se «transportat vers un mode superior».

### Obra simfònica

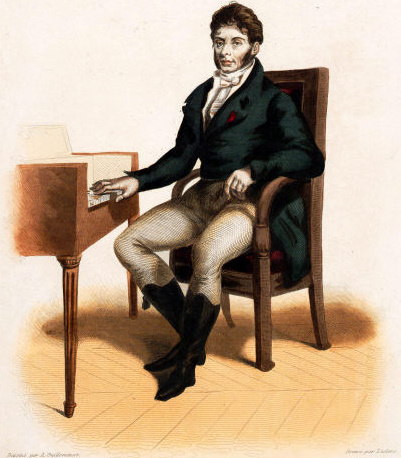
Étienne-Nicolas Méhul, gravat de Leclerc (1846), segons dibuix d'Armand Guilleminot

A banda de les òperes, Méhul va compondre diverses cançons per les celebracions republicanes (sovint sota comanda de l'emperador Napoleó), cantates i cinc simfonies: una en do major sense número, datada l'any 1797 i les altres quatre compostes al llarg de tres anys, de 1808 a 1810. Les quatre darreres van ser totes estrenades al Conservatori.
La Primera Simfonia va ser ressuscitada trenta anys després, amb ocasió dels concerts de Felix Mendelssohn amb l'Orquestra del Gewandhaus de Leipzig l'any 1838 i el 1846. Robert Schumann va quedar molt impressionat per l'obra i va remarcar que a tots els moviments hi ha similaritats d'estil amb la Simfonia núm. 5 de Beethoven (incloent-hi l'atmosfera furiosa del primer moviment i els pizzicati del tercer). En aquesta època, només la Simfonia núm. 1 i núm. 2 de Beethoven (compostes entre 1799 i 1800 i el 1802 respectivament) havien estat estrenades a França. La Primera de Méhul i la Cinquena de Beethoven van ser compostes totes dues l'any 1808 i publicades l'any següent.
A la Segona, publicada en companyia de la precedent, hom pot identificar accents semblants als de la Simfonia núm. 9 de Beethoven. Prova que aquestes obres tenen llur importància. Hom sap que Beethoven coneixia obres de Méhul, com ara Héléna, perquè hi va emprar el mateix toc de trompeta per al seu Fidelio.
A les seues simfonies de maduresa, Méhul va reprendre el camí de Haydn (Les Simfonies parisenques, de 1785-86, per exemple) i de Mozart (Simfonia núm. 40, K. 550, 1788), dues obres que van ser molt populars a França al principi del segle xix.
Va deixar inacabada una cinquena simfonia — « car la desilusió i la tuberculosi l'havien fet llur víctima », com ha dit Charlton. Les Simfonies núm. 3 i núm 4 no van ser redescobertes fins a l'any 1979 per Charlton.

## Catàleg d'obres

### Piano
- 3 Sonates per a Piano, op. 1 (Ed. Jouve, París, 1783)
  - Sonata núm. 1 en re major - I. Allegro, II. Andante, III. Rondo
  - Sonata núm. 2 en do menor - I. Fièrement, II. Menuet-Trio
  - Sonata núm. 3 en la major - I. Allegro, II. Menuet, III. Rondo
- 3 Sonates per a Piano, op. 2 (Ed. Le Duc, Paris, 1788 - dedicat a Mme des Entelles) 
  - Sonata núm. 1 en re major - I. Allegro, II. Andante, III. Rondo
  - Sonata núm. 2 en la menor - I. Allegro, II. Sicilienne, III. Allegretto
  - Sonata núm. 3 en do major - I. Allegro, II. Adagio, III. Rondo

### Música orquestral
Obertures
- Grande ouverture en fa major, Música per a ser interpretada a les celebracions nacionals (1793)
- Ouverture burlesque (original : Grande ouverture) (1808)
- Obertura per a instruments de vent (1794)

Simfonies
- Simfonia en do major (1797, només en resten algunes parts)
- Simfonia núm. 1 en sol mineur (1808-1809) (I. Allegro, II. Andante, III. Menuetto-Trio, IV. Allegro agitato)
- Simfonia núm. 2 en re major (1808-1809) (I. Adagio, II. Andante, III. Menuetto-Trio, IV. Finale. Allegro)
- Simfonia núm. 3 en do major (1809) (I. Allegro. Ferme et Modéré, II. Andante, III. Finale. Allegro)
- Simfonia núm. 4 en mi major (1810) (I. Adagio - Allegro, II. Andante, III. Menuet : Allegro, IV. Finale. Allegro)
- Simfonia núm. 5 (1810, només en resta el primer moviment, conservat a Viena)

### Música vocal
- Hymne à la raison o Hymne patriotique, per a tres veus d'home a cappella, cor i orquestra, sobre un poema de M. J. Chénier germà d'André Chénier (1 de desembre de 1793)
- Chant du départ, Himne de guerra per a solistes, cor i banda de música, sobre un poema de M. J. Chénier (4 i 14 de juliol de 1794). Robespierre el va qualificar de «poesia grandiosa i republicana que ultrapassa tot allò que ha fet aquest girondin de Chénier». Ell va fer canviar el títol original, Hymne à la liberté, pel que avui coneixem. Va ser imprès immediatament en nombre de 18.000 exemplars i distribuït als exèrcits... L'any 1796, el Directori imposà als teatres parisencs l'obligació d'interpretar aquest himne abans de qualsevol representació. Va ser l'himne oficial del Primer Imperi. L'any 1848, l'himne va ser reprès pels joves entusiastes de la Revolució Francesa de 1848… La primera estrofa és ben coneguda pels francesos: «''La victoire en chantant, nous ouvre la barrière, la liberté guide nos pas...».
- Chant des Victoires, Himne de guerra per a cor i banda, sobre un poema de M. J. André Chénier (10 d'agost de 1794)
- L'infortunée lyonnaise, ("Au désespoir mon âme s'abandonne") sobre un poema de Louis-François Jauffret[18] (1795)
- Hymne sur la paix, ("Ô jour de gloire") sobre text de la ciutadana C. Pipelet de Leury (1797)
- Chant national du XXV Messidor An VIII, per a veu de tenor i baix, tres orquestres i tres cors, sobre un text de Louis-Marcelin de Fontanes (església de Sant Lluís dels Invàlids, 14 de juliol de 1800) L'obra va fer gran efecte sobre el públic: «Hi trobem ja l'esbós d'una de les construccions colossals, "ninivites", les quals més tard somniaria Berlioz. […] De les tres formacions, dues s'hi trobaven al centre de la capella dels Invàlids, i la tercera a la volta i no comprenia més que veus femenines, dues arpes i una trompa».[19] Sense cap dubte inspirà el Requiem de Berlioz.
- Messe Solennelle en la bemoll major, per a 4 solistes, cor i orgue (1804)[nota 2]
- Chant lyrique pour l'inauguration de la statue de Napoléon (3 d'octubre de 1807)
- Chant du retour pour la Grande Armée (1808) sobre un poema d'Arnault. L'orquestració és particular, perquè no hi ha més acompanyament que trompes i arpes.

### Òpera
- Euphrosine, ou le Tyran corrigé. Comèdia posada en música en 5 actes (versió definitiva), llibret de François Benoît Hoffmann basat en Conradin (Estrena, París, Comédie-Italienne, 4 de setembre de 1790, revisió en 4 actes, 11 de setembre de 1790; revisió en 3 actes, 31 d'octubre de 1790; amb un nou 3r acte, 13 d'agost de 1791)
- Cora.[nota 3] Òpera en 4 actes, llibret de Valadier basat en Les Incas de Marmontel (Composició : 1785/86 - Estrena París, Opéra, 15 de febrer de 1791)[nota 4]
- Le Jeune Henri,[nota 5] comèdia amb música en un acte. (Composició 1791; revisió i estrena, París, Salle Favart, 1 de maig de 1797; revisió 18 de desembre de 1801) - Només l'Obertura, una mena d'escena de caça amb vuit trompes, va ser acollida triomfalment i va romandre al repertori de concert, l'òpera en si mateixa no va ser gaire apreciada « Perquè el compositor havia posat en escena un tirà ».
- Stratonice. Comèdia heroica en un acte, sobre un llibret de Hoffman basat en De Dea Syria de Lucien i Antiochus (1666) de Thomas Corneille (Composició : 1790/92 - Estrena París, Comédie-Italienne, 3 de maig de 1792)[nota 6]
- Le Jeune Sage et le Vieux Fou. Comèdia amb música en un acte sobre un llibret de Hoffman (Estrena, París, Salle Favart, 28 de març de 1793)
- Horatius Coclès. Òpera en un acte sobre un llibret d'Arnault (Estrena, París, Opéra, 18 de febrer de 1794)
- Mélidore et Phrosine. Drama líric en 3 actes sobre un llibret d'Arnault basat en el poema Phrosine et Mélidore (1772) de Pierre-Joseph Bernard (Estrena, París, Opéra-Comique, Salle Favart, 6 de maig de 1794)[nota 7]
- Doria, ou la Tyrannie détruite. Òpera heròica en 3 actes sobre un llibret de Legouvé i Davrigny (Estrena 12 de març de 1795)
- La Caverne. Comèdia posada en música en 3 actes sobre un llibret de Nicolas-Julien Forgeot (1758-1798), inspirada sobre el Gil Blas de Lesage (Estrena, París, Théâtre Favart, 5 de desembre de 1795). Forgeot era un antic llibretista de Grétry. Lesueur havia obtingut un gran èxit amb una òpera del mateix títol dos anys abans; Méhul no va gaudir d'un triomf similar...
- Le Pont de Lodi.[nota 8] Fet històric en un acte sobre un llibret de Delrieu (1760-1836) (Estrena, París, Théâtre Feydeau, 15 de desembre de 1797). L'èxit no va acompanyar l'esdeveniment i la peça va ser retirada després de set representacions.
- La Taupe et les Papillons. Comèdia lírica en un acte sobre un llibret d'Ange-Étienne-Xavier Poisson de la Chabeaussière[20] (Composició 1797/98 - no representada - en estat d'esbós)
- Adrien, empereur de Rome. Òpera en 3 actes sobre un llibret de Hoffman, basat en Adriano in Sira de Pietro Metastasio (Composició 1790/91 - l'obra va ser retirada per la Comuna de París al març de 1792, perquè Hoffman no va voler suprimir les al·lusions monàrquiques del seu text. Revisió i estrena, Opéra, 4 de juny de 1799)
- Ariodant.[nota 9] Drama amb música en 3 actes sobre un llibret de Hoffman basat en lOrlando Furioso d'Ariosto (Estrena, París, Salle Favart, 11 d'octubre de 1799)
- Bion. Comèdia amb música en un acte, sobre un llibret de Hoffman basat en Voyages d'Anténor traduït per Lantier (Estrena, París, Salle Favart, 27 de desembre de 1800)
- L'Irato, ou l'Emporté. Comédie-parade en un acte sobre un llibret de Benoît-Joseph Marsollier des Vivetières (1750-1817) (Estrena, París, Salle Favart, 17 de febrer de 1801)
- Une folie. Comèdia amb música en 2 actes sobre un llibret de Jean-Nicolas Bouilly[21] (Estrena, Théâtre Feydeau, 5 d'abril de 1802)
- Le Trésor supposé, ou le Danger d'écouter aux portes. Comèdia amb música en un acte sobre un llibret de Hoffman (Estrena, París, Théâtre Feydeau, 28 de juliol de 1802). David Charlton[22] diu que aquesta òpera va ser representada en almenys nou llengües i muntada fins a Calcuta l'any 1836.
- Joanna. Òpera en 2 actes sobre un llibret extret d'Emma, ou le soupçon de Marsollier (Estrena, París, Théâtre Feydeau, 23 de novembre de 1802)
- Héléna. Òpera en 3 actes sobre un llibret de Bouilly (Estrena, París, Théâtre Feydeau, 1 de març de 1803)[23]
- L'Heureux malgré lui. Òpera buffa en un acte sobre un llibret de CG d'A. de Saint-Just (Estrena París, Théâtre Feydeau, 29 de desembre de 1803)
- Les Deux Aveugles de Tolède. Opéra-comique en un acte sobre un llibret en prosa de Marsolier basat en les Mil i una nits i el seu conte Les Deux Aveugles de Bagdad (Estrena, París, Théâtre Feydeau, 28 de gener de 1806)
- Uthal.[24] Òpera en un acte sobre un llibret de JMB de Saint-Victor basat en Berrathon de J. Macpherson inspirat en Ossian (Estrena, París, Théâtre Feydeau, 17 de maig de 1806) - L'orquestració és molt peculiar perquè Méhul substitueix els violins per violes. L'acompanyament vocal es redueix a trompes i arpes.[25] En l'estrena, un espectador, potser Grétry, va cridar: « Un lluís per un violí ».
- Gabrielle d'Estrées, ou les Amours d'Henri IV. Òpera en 3 actes sobre un llibret de Saint-Just (Estrena París, Théâtre Feydeau, 28 de juny de 1806[nota 10])
- Joseph et ses frères. Drama amb càntics en 3 actes sobre un llibret d'Alexandre-Vincent Pineux-Duval basat en el Gènesi capítols 37-47 i inspirat en la tragèdia bíblica de Baour-Lormian, Omasis, ou Joseph en Égypte (1806) (Estrena, París, Théâtre Feydeau, 17 de febrer de 1807)
- Les Amazones, ou la Fondation de Thèbes. Òpera en 3 actes sobre un llibret de Victor-Joseph Étienne de Jouy (Estrena, Opéra, salle Richelieu, 17 de desembre de 1811) - La partitura va ser parcialment destruïda després de l'estrena.
- Le Prince troubadour, ou le Grand Trompeur des dames. Opéra comique en un acte sobre un llibret de Duval (Estrena, París, Théâtre Feydeau, 24 de maig de 1813) - Reprèn una òpera abandonada de 1810 Les troubadours, ou la fête au château, coneguda també amb el nom de Laurette o també Les deux troubadours que havia estat encarregada per Napoleó per al seu casament amb Maria Lluïsa d'Àustria.
- La Journée aux aventures. Opéra comique en 3 actes sobre un llibret de PDA Chapel i L. Mézières-Miot (Estrena, París, Théâtre Feydeau, 16 de novembre de 1816)
- Valentine de Milan. Drama líric en 3 actes sobre un llibret de Bouilly (Composició 1807/08 - Estrena, París, Théâtre Feydeau, 28 de novembre de 1822) - L'obra va ser deixada inacabada per Méhul i va ser completada pel seu nebot, Louis Joseph Daussoigne-Méhul, també compositor.

### Òperes en col·laboració
- Épicure. Òpera en 3 actes sobre en llibret de CA Demoustier (Estrena, 14 de març de 1800, amb Luigi Cherubini: obertura i 6 números)
- Le Baiser et la Quittance, ou Une aventure de garnison. Òpera buffa sobre un llibret de LB Picard, C. de Longchamps i JMAM Dieulafoy basat en L'heureuse gageure de Polier de Bottens (Estrena, 18 de juliol de 1803, amb Boieldieu, Kreutzer i Nicoló Isouard)
- L'Oriflamme.[26] Òpera en un acte sobre un llibret de C-G Étienne i M-F Baour-Lormian (1 de febrer de 1814, amb Henri Montan Berton, F. Paër (1771-1839) i Kreutzer) - Méhul en compongué la música de l'escena I i reutilitzà l'obertura d'Horatius Coclès de 1794. L'obra, molt feble, va ser escrita i muntada en sis dies, poc abans de l'entrada dels prussians i dels russos a París...
- Lausus et Lydie, sobre un poema de l'abat Claude-Henry de Fusée i amb la col·laboracio del compositor alemany Joseph Lenoble.[27]

### Ballets
- Le Jugement de Pâris (1793), ballet de Pierre Gardel
- La Dansomanie (1800), ballet de Pierre Gardel

### Música incidental
- Timoléon (per Marie-Joseph Chénier)
- Les Hussites (per Alexandre Duval)

## Peces d'altres compositors inspirades per Méhul
- François-Joseph Dizi, Ària extreta de l'òpera Une Folie, per a arpa (Éd. Birchall, Londres, principis del segle xix)
- Louis-Emmanuel Jadin Fantaisies pour piano sur les romances de Joseph et de Benjamin (1807)
- Carl Maria von Weber, 7 variacions sobre un tema de la romança A peine au sortir de l'enfance extreta del Joseph de Méhul, opus 28 / J. 141 (1812) - Es tracta d'una obra d'envergadura i ultrapassa de lluny el tema de la ingènua romança de Méhul, un poc com en el cas de les Variacions Diabelli… És una de les més virtuoses i originals entre el corpus per a piano de l'autor.[28]
- Franz Liszt [atr.], 5 variacions sobre un tema de la romança A peine au sortir de l'enfance extreta del Joseph de Méhul, S 147a. La peça s'atribueix avui dia amb més seguretat a Franz Xaver Wolfgang Mozart, opus 23, publicada l'any 1820; Liszt tenia llavors només nou anys.[nota 11]
- Louis Moreau Gottschalk, La chasse du jeune Henri, peça de concert, op. 10 / RO 53 (1849)

## Discografia selecta
Piano
- Sonates per a piano opus 1 & 2 - Brigitte Haudebourg, piano, còpia de Dulcken 1794 (1989, Discover DICD 920152)

Òpera
- Stratonice - Patricia Petibon/Beuron/Lescoart/Daymond, Corona Coloniensis, Cappella Coloniensis, Dir. William Christie (1995, Erato)
- La légende de Joseph en Égypte - Bardon (1989, Harmonia Mundi)
- L'Irato - Turk/Auvity/Courtin/Buet, Dir. Walter Ehrhardt (2006, Capriccio)

Simfonies i obertures
- Integral de les 4 simfonies - Orquestra de la Fundació Gulbenkian, Dir. Michel Swierczewski (comprèn també les obertures de La Chasse du jeune Henri i Le Trésor supposé), (1992, Nimbus Records NI 5184/5)
- Simfonies núms. 1 i 2 - Les Musiciens du Louvre, Marc Minkowski (1989, Erato 2292-45026-2 / Apex 2003)
- Obertures : Méliodore et Phrosine, Ariodant, Joseph, Horatius Coclès, Bion, Le Jeune Sage et le Vieux Fou, Le trésor supposé, Les deux aveugles de Tolède, La chasse du jeune Henri - Orchestre de Bretagne, Stefan Sanderling (2002, ASV CDA 1140)

LP
Aquest rar disc conté l'Ouverture burlesque, la instrumentació de la qual conté tres mirlitons, triangle, trompeta infantil, percussió, carraca i xiulet...
- "Toy Symphonies & Other Fun" - Dir. Raymond Lewenthal (Angel S-60365)

## Edicions
- Sonates per a piano op. 1 & 2 - Fuzeau, facsímil de l'edició original, Presentació per Joël Pontet.